# Arya Maitreya Mandala
Arya Maitreya Mandala (Sanskrit ārya maitreya maṇḍala आर्य मैत्रेय मण्डल „Kreis des edlen Maitreya“) ist ein von Lama Anagarika Govinda (1898–1985) in Indien ins Leben gerufener tantrisch-buddhistischer Orden von weltweiter Verbreitung. Die Angehörigen legen nach mindestens dreijährigem Noviziat beim Eintritt in den Orden ein Bodhisattva-Gelübde ab und bestimmen frei über ihre Lebensform. Der heute von Govindas Schüler Volker Zotz geleitete Orden vertritt eine integrative Sicht buddhistischer Philosophie und pflegt tantrische Sadhāna-Übungen, die als Geheimlehre durch Initiation von Lehrer auf Schüler übermittelt werden.

## Geschichte

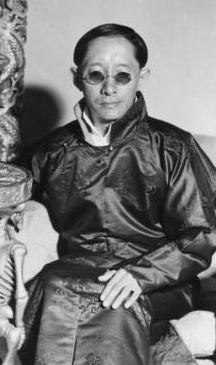
König Tashi Namgyal (1938), der Schirmherr des Ordens

### Der Gründer
Der deutsch-bolivianische Schriftsteller, Maler und Mystiker Ernst Lothar Hoffmann, der unter dem Namen Lama Anagarika Govinda bekannt wurde, beschäftigte sich seit früher Jugend mit dem Buddhismus. 1928 zog er nach Ceylon und legte die Gelübde eines Brahmacari ab. Er studierte dort ausgiebig die Tradition des Theravāda. Govinda traf 1931 den tibetischen Lama Ngawang Kalsang, genannt Tomo Geshe Rinpoche, der ihn vom tantrischen Buddhismus überzeugte und für Tibet begeisterte. 1947 heiratete Govinda die indische Künstlerin Li Gotami, mit der er seither eng zusammenarbeitete. Die Bücher Govindas, darunter Der Weg der weißen Wolken und Grundlagen tibetischer Mystik, trugen ab den 1950er Jahren stark zum Interesse am tibetischen Buddhismus in Amerika und Europa bei. Govindas Lehrer Ngawang Kalsang hatte die „Vision eines auf die Zukunft gerichteten Buddhismus“ und machte den kommenden Buddha Maitreya zum „zentralen Leitbild einer geistigen Erneuerungsbewegung.“ Dies inspirierte Govinda zur Gründung des Arya Maitreya Mandala.

### Indien
Der Orden wurde von Govinda am 14. Oktober 1933 in Darjeeling gegründet. An seiner Bildung beteiligten sich „Mitglieder aller örtlichen buddhistischen Gruppen“, also Tibeter, Nepalesen, Sikkimesen und Inder. In seinem Ursprungsland Indien bestand der Kern des Ordens in seiner Anfangsphase "als ein Zusammenschluss von etwa 30 Intellektuellen und Professoren." Unter diesen frühen Angehörigen des Ordens, der unter der Schirmherrschaft von Tashi Namgyal, des Königs von Sikkim (1914–1963), stand, finden sich die Indologen Benimadhab Barua (1888–1948) und Benoytosh Bhattacharyya (1897–1964) sowie der Dichter Rabindranath Tagore. In der frühen Phase des Ordens "kam dem Aufbau einer internationalen buddhistischen Universität in Nordindien besondere Priorität zu." Auch die Ehefrau des Gründers, die Künstlerin Li Gotami Govinda, gehörte dem indischen Zweig des Ordens an.

### Ausbreitung
Ab 1952 breitete sich der Orden international aus. Zunächst gelangte er nach Vietnam und Europa. Der europäische Zweig des Ordens wurde von Hans-Ulrich Rieker ins Leben gerufen, der mit den in Europa leitenden Mitgliedern Lionel Stützer und Harry Pieper Niederlassungen des Ordens in Deutschland, den Niederlanden und der Schweiz gründete. Der Schweizer Zweig wurde von Henry Noel Marryat Hardy aufgebaut und geleitet. In England stand seit 1953 Jack Austin an der Spitze des Ordens. 1970 gab es bereits in zehn deutschen Städten Zentren des Arya Maitreya Mandala. Ebenfalls wurde in den 1950er Jahren von Ernö Hetényi ein ungarischer Zweig des Ordens gegründet. Diesem gehörte auch Stephan Pálos an. Der tschechische Religionswissenschaftler und Indologe Karel Werner wurde ebenfalls Mitglied des Ordens. In den USA wurde der Kailas Shugendō-Zweig des Ordens von Neville G. Pemchekov Warwick ins Leben gerufen und geleitet. In den Niederlanden war unter anderen der Psychotherapeut und Indologe Robert Janssen am Aufbau des Ordens beteiligt.
Der Orden, der ein mindestens dreijähriges Noviziat voraussetzt, das dem Studium buddhistischer Philosophie und dem meditativen Training dient, sprach auch in Europa besonders Intellektuelle an. Arya Maitreya Mandala schreibt seinen Mitgliedern keine verbindliche Lebensform wie den Zölibat vor. „Wer in den Orden eintreten möchte, gibt in der Regel seinen angestammten Beruf nicht auf.“ Zu den prominenten deutschen Ordensmitgliedern gehörten Ernst Pagenstecher, Rudolf Petri, Karl Schmied und Max Glashoff. Soziale Impulse gingen von dem Ordensmitglied Wilhelm Müller aus, das in den sechziger und siebziger Jahren Sozialprogramme für Drogenabhängige und geistig behinderte Jugendliche im Rheinland entwickelte. Für den deutschen Sprachraum gibt der Orden die Zeitschrift Der Kreis heraus.

### Entwicklung
Durch Vortragsreisen die Anagarika Govinda in den 1960er und 1970er Jahren nach Europa, Amerika und Ostasien unternahm, kam es zur Gründung weiterer Zweige des Ordens etwa in den USA und in Singapur.
1982 gab Lama Anagarika Govinda die Leitung des Ordens, das Amt des Maṇḍalācārya, an den Arzt Karl-Heinz Gottmann (1919–2007) weiter, der es bis 1999 ausübte. Danach stand bis 2015 der Arzt und Psychotherapeut Armin Gottmann dem Arya Maitreya Mandala weltweit als Maṇḍalācārya vor. Am 20. März 2015 wurde das Amt des Maṇḍalācārya dem deutsch-österreichisch Philosophen Volker Zotz übertragen.

## Orientierung

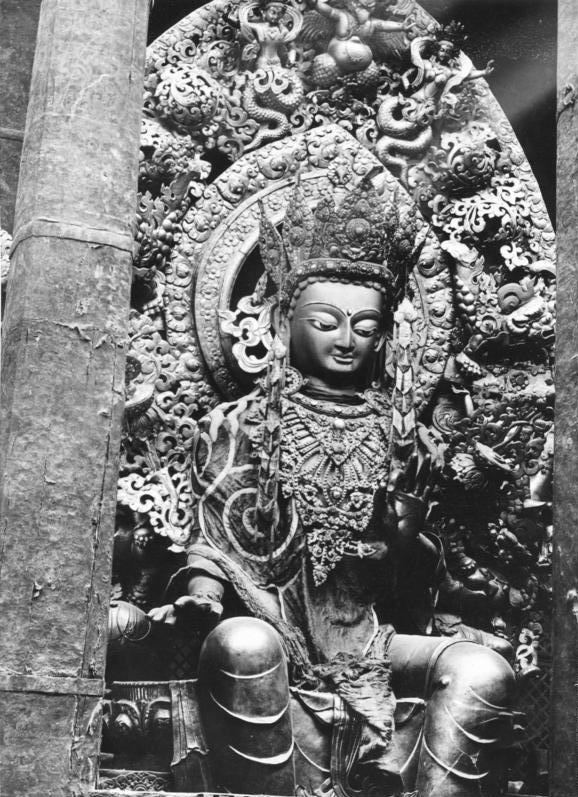
Statue des Maitreya im Stadttempel von Lhasa (1939)

Der Orden betont den kreativen Umgang mit dem geistigen Erbe der Menschheit. „Schon seine Leitgestalt, Lama Anagarika Govinda, hatte Impulse aus verschiedenen Traditionen in seiner Spiritualität vereint; in seinem Sinn strebt der Orden bewusst einen Buddhismus an, der sich dem Raum und der Zeit anpasst, in denen er sich ausbreitet.“
Im Namen des Ordens kommt zum Ausdruck, dass sein Leitbild Maitreya ist, der Buddha der Zukunft. Wie Anagarika Govinda lehrte, löst dieser kommende Buddha „das Zeitalter intellektueller Errungenschaften durch ein erweitertes, intensives intuitives Bewusstsein ab, in welchem das Gefühl der essentiellen Einheit alles Lebens einer tätigen Nächstenliebe zu neuem Durchbruch verhelfen wird.“
Der Orden soll nach Anagarika Govinda an der künftigen Harmonie der Menschheit aktiv mitarbeiten, indem er sich in allen Bereichen auf die Gestaltung der Zukunft konzentriert. Entsprechend lehrte Govinda: „Wir müssen auf den Grundlagen der Vergangenheit weiterbauen, ohne uns in ständiger Wiederholung zu erschöpfen!“ Dies gilt im Arya Maitreya Mandala auch für die Beziehung zum Buddhismus, der in seinen unterschiedlichen Schulen geschätzt wird, aber nach Govinda im Hinblick auf die Zukunft aus Erstarrungen gelöst und neu entworfen werden muss:
„So bekennen wir uns zur Disziplin des frühen Buddhismus, zur Weltaufgeschlossenheit und sozialen Zuwendung des Mahāyāna, den großen Entdeckungen Nāgārjunas, Asaṅgas und Vasubandhus, der Psychologie des Vajrayāna, der Mystik der Nyingmapas, dem Geschichtsbewusstsein der Sakyapas, zu den Meditationserfahrungen der frühen Kagyütpas, der Systematik der Gelugpas, dem Durchbrechen der Intellektualität des Ch’an und Zen ebenso wie zur tiefen Gläubigkeit der Amitābha-Verehrer.“ In all dem sieht der Orden Arya Maitreya Mandala die Grundlage und die Bausteine „für eine Weiterentwicklung des Buddhismus in unserer Zeit.“
Dieser Geist Maitreyas, der zur Weiterentwicklung der Werte der Vergangenheit anregt, sprengt nach Anagarika Govinda auch die Grenzen der einzelnen Religionen und geht damit über den Buddhismus hinaus. Der Orden soll, „im Aufbruch der alten Glaubensformen und Traditionen nach neuen wirklichtsnäheren Werten zu suchen; denn heute erwacht in der Menschheit zum ersten Mal das Bewusstsein einer planetarischen Einheit, die uns alle schicksalhaft umfasst und den einzelnen in eine tiefere Beziehung zum Ganzen bringt.“

## Bedeutung

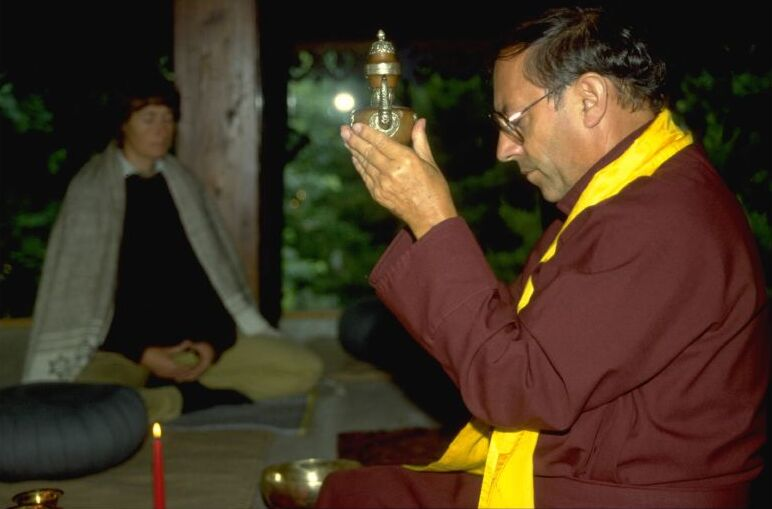
Das deutsche Ordensmitglied Karl Schmied (1933–2006) bei einem Ritus im liturgischen Gewand des Arya Maitreya Mandala

Arya Maitreya Mandala, das als Orden keinerlei Vorgaben für das persönliche Leben seiner Mitglieder wie Zölibat oder Besitzlosigkeit vorschreibt und eine integrative Sicht buddhistischer Philosophie und Praxis vertritt, wird in der religionswissenschaftlichen Literatur häufig als ein herausragendes Beispiel moderner Adaptionen des Buddhismus behandelt. Nach der Einschätzung des Religionswissenschaftlers Martin Baumann, der sich in mehreren Forschungsarbeiten mit der Geschichte und dem Wesen des Arya Maitreya Mandala auseinandersetzte, wurden in diesem Orden eigenständige Interpretationen entwickelt, die auf der Basis einer Wesensbestimmung des Buddhismus mit Hilfe eines Entwicklungsmodells Elemente unterschiedlicher Traditionen verbanden und integrierten."